# Paulnay
 Paulnay  es una población y comuna francesa, en la región de  Centro, departamento de Indre, en el distrito de Le Blanc y cantón de Mézières-en-Brenne.

## Demografía
| 693 | 568 | 472 | 440 | 382 | 354 |
| Para los censos de 1962 a 1999 la población legal corresponde a la población sin duplicidades (Fuente: INSEE [Consultar]) |     |     |     |     |     |